# Gelu
María de los Ángeles Rodríguez, coneguda artísticament com a Gelu, (Granada, 1945) és una cantant andalusa retirada el 1968.
Fou especialment popular a la primera meitat dels anys seixanta, prototipus de les anomenades "noies ye-ye", es va donar a conèixer el 1958 en guanyar el concurs Música al azar, de Radio Granada. Després de la seva victòria es va traslladar a Madrid i després a Barcelona, on va gravar amb la discogràfica La veu del seu amo, els seus dos primers èxits: Los gitanos i Después de seis tequilas.
Aquestes cançons van marcar l'inici de la seva carrera, breu però intensa, amb cançons exitoses com Siempre es domingo, Cuanto más lejos estoy o Carnavalito gitano.
El 1963 va arribar a la cimera de la seva popularitat al gravar, acompanyada dels Mustang, la versió en castellà de El partido de fútbol, una cançó de la italiana Rita Pavone. També en aquesta època va gravar alguns discos amb el solista Tito Mora, amb el que mantingué una relació sentimental.
El 1968, en ple èxit, es va retirar de la música per dedicar-se a la vida privada. Casada amb Santy Palau, solista de Mollerussa (Pla d’Urgell), i amb qui va tenir dos fills. Actualment ambdós viuen al Pla d’Urgell.